# Paljukanrivier
De Paljukanrivier (Zweeds: Paljukanjoki) is een rivier, die stroomt in de Zweedse  gemeente Pajala. De rivier ontstaat als afwateringsrivier van het meer Paljukanjärvi (grootte ongeveer 5 hectare). De rivier stroomt eerst noordwaarts en buigt daarna af naar het zuidoosten. De rivier stroomt door onbewoond gebied. Ze heeft circa 8 kilometer afgelegd als ze de Pentäsrivier instroomt.
In de omgeving van de rivier liggen de Paljukavaara, een heuvel van 327 meter hoogte en het Paljukkavuomo, een moeras.